# Toreck
Toreck är en bergstopp i Österrike.   Den ligger i förbundslandet Vorarlberg, i den västra delen av landet, 500 km väster om huvudstaden Wien. Toppen på Toreck är 2 016 meter över havet, eller 185 meter över den omgivande terrängen. Bredden vid basen är 2,9 km.
Terrängen runt Toreck är kuperad åt nordväst, men åt sydost är den bergig. Närmaste större samhälle är Mittelberg, 6,0 km söder om Toreck. 
Trakten runt Toreck består i huvudsak av gräsmarker. Runt Toreck är det ganska tätbefolkat, med 139 invånare per kvadratkilometer.